# Heterothera postalbida
Heterothera postalbida là một loài bướm đêm trong họ Geometridae.